# Grevillea caleyi
Espèce
Classification phylogénétique
Grevillea caleyi est une espèce de plantes à fleurs de la famille des Proteaceae. C'est un arbuste qui est endémique à l'Australie. Il peut mesurer jusqu'à 4 mètres de hauteur et fleurit entre août et décembre (du milieu de l'hiver au début de l'été) dans son aire naturelle. Les fleurs ont un périanthe fauve, un style marron ou rouge avec stigmate vert. Il pousse dans les landes sur les coteaux d'une zone restreinte de la banlieue nord-est de Sydney.
L'espèce a été décrite pour la première fois par le botaniste Robert Brown et sa description publiée dans Supplementum Prodromi Hollandiae Florac primum Novae en 1830.